# Eva Neumannová
Eva Neumannová, roz. Švaňková (* 23. prosince 1953 Praha) je česká historička umění, galerijní pracovnice a kurátorka výstav zaměřená na výtvarné umění 20. století a kresbu.

## Život a dílo
Po absolvování oboru polygrafie na Střední průmyslové škole grafické v Praze (1969–1973) studovala v letech 1974–1979 na Filozofické fakultě Univerzity Karlovy dějiny umění (J. Kropáček, J. Homolka, P. Wittlich, J. Krása) a estetiku (J. Cigánek, M. Jůzl, L. Gawlik). Absolvovala roku 1979 diplomovou prací Jan Smetana, tvorba 40. let (1988 PhDr.)
V letech 1980–1981 byla odbornou pracovnicí pro umělecké řemeslo na SÚPPOP Středočeského kraje. Od roku 1985 byla zaměstnána v Národní galerii v Praze, 1985–1990 jako odborná pracovnice Oddělení regionálních galerií, 1990–2000 jako samostatná odborná pracovnice Sbírky grafiky a kresby, 2001–2004 jako vedoucí odboru registru sbírek. Je členkou ICOM.
Roku 2004 byla kvestorkou Institutu restaurování a konzervačních technik v Litomyšli, v letech 2004–2008 vedoucí odborného oddělení Severočeské galerie výtvarného umění v Litoměřicích, od roku 2009 kurátorkou Galerie umění v Karlových Varech. Od roku 2016 je kurátorkou Uměleckoprůmyslového muzea v Praze.
Jako členka nákupních komisí působila v Galerii a muzeu v Klatovech (1987–1989), od roku 1995 v GMU v Hradci Králové (+ GVU v Náchodě), Galerii v Novém Městě na Moravě , GVU v Havlíčkově Brodě, od roku 2004 v Horácké galerii v Novém Městě na Moravě. Byla členkou poroty Mezinárodního bienále kresby v Plzni (1996, 1998, 2000, 2002), Grafika roku (od r. 2004, roku 2007 předsedkyně poroty) a Ceny Vladimíra Boudníka (2004, 2005).